# Zarzuela del Pinar
Zarzuela del Pinar è un comune spagnolo di 573 abitanti situato nella comunità autonoma di Castiglia e León.